# 자서식 투표
자서식 투표(自書式投票)는 유권자가 후보자의 이름 또는 정당명을 직접 투표용지에 써 넣는 투표 방식이다. 초기의 자서식 투표에는 만년필이 사용되었으나 현재는 펜(색상은 빨강을 제외하고 주로 검정이나 파랑)을 사용한다.

## 자서식의 이점
- 기호식 투표에서는 후보자 기호의 순서가 투표에 영향을 줄 수 있지만, 자서식 투표에서는 후보자 기호가 존재하지 않기 때문에 그럴 일이 없다.
- 투표용지에 후보자의 이름이 인쇄되지 않기 때문에 후보 등록 마감 이후에 정당이 추천한 후보가 사퇴하게 될 경우, 해당 정당은 즉시 다른 후보로 교체할 수 있다.
- 부정 선거가 발생할 경우, 증거가 남기 쉽다.

## 자서식의 단점
- 표의 유효 여부가 명확하지 않을 경우 그 판단이 개표자의 주관적 판단에 맡겨질 때가 많다.
- 기호식 투표에 비해 개표에 시간이 오래 걸린다.
- 기호식 투표에 비해 개표에 비용이 많이 든다.
- 문맹자의 투표를 제한하는 성격이 강하다.
- 신체 장애로 자필을 할 수 없는 사람은 사전에 지정된 대필자에게 대신 투표를 부탁할 수 밖에 없어 투표의 비밀주의에 어긋날 수 있다.
- 필적에 의해 투표자를 식별할 가능성이 있으므로, 비밀주의에 어긋날 수 있다.
- 동명 후보의 분별이 어렵다.[각주 1]
- 어느 후보 또는 정당에 투표한 것인지 확실하지 않은 표가 생길 수 있다.

## 자서식 투표를 채택한 국가

### 대한민국
1960년 서울특별시장 선거에서 자서식 투표를 채택하였으나, 그 외에는 사용되지 않았다.

### 일본
일본에서는 중의원 선거, 참의원 선거 등의 전국 단위 선거에서 자서식 투표를 채택하고 있다. 다만 지방자치단체 선거의 경우 일부 기호식 투표를 채택하고 있는 지역도 있다.

### 미국
미국에서는 기본적으로는 기호식 투표를 채택하고 있으나, 후보 등록에 필요한 추천인 수가 부족하거나 주요 정당의 공천을 얻지 못해 투표용지에 등록할 수 있는 자격을 얻지 못한 후보에게는 자서식 투표의 방식으로 표를 얻을 수 있는 기명후보제를 실시하고 있다.

## 일본에서의 유효표의 기준
일본에서는 자서식 투표의 경우 유효표의 판정을 각 개표소의 개표 관리인이 입회인의 의견을 들은 뒤에 판단한다. 판단할 때는 다음과 같은 기준이 있지만, 명문화된 절대적인 기준은 아니고 판단의 혼란을 피하기 위한 일종의 가이드라인이라고 볼 수 있다.
- 유효표가 될 때

- 성과 이름 중 하나만 표기된 경우에는 동명의 후보가 존재하지 않거나, 해당되는 후보가 한명뿐일 때는 유효표로 인정한다.
- 널리 알려진 별명이나 직업, 주소, 경칭 등은 유효표로 인정할 수 있다.
- 정당에 투표할 때에는 당수의 이름 또는 정당명과 당수의 이름을 함께 기재한 경우에는 유효표로 인정할 수 있다.
- 유권자의 실수로 약간의 오기(잘못 표기)가 발생한 경우, 선거관리위원회가 판단하여 어느 후보 또는 정당을 찍은 것인지 알 수 있으면 유효표로 처리한다.
- 읽는 방법은 같지만 모양이 다른 한자를 쓴 경우, 예를 들어 가와다(河田)라는 후보가 있을 때 가와다(川田)로 표기한 경우에는 후자에 해당하는 후보자가 없으면 유효표로 인정한다.

- 무효표가 될 때

- 후보자를 특정할 수 없는 표기 또는 그림은 무효표가 된다.
- 복수의 후보 또는 정당 표기시 무효표가 된다.

일본에서는 어느 후보 또는 정당에 투표한 것인지 확실하지 않은 표를 "의문표"라고 부르는데, 선거관리위원회에서는 사전에 충분히 나올 수 있을 것으로 예상되는 의문표에 대해, 투표일 전에 미리 유효 또는 무효 기준에 대한 방침을 정해 발표하기도 한다.

## 안분표
성명을 모두 기재하지 않고 일부를 기재한 경우에, 동성(同姓) 또는 동명의 후보가 2인 이상인 경우에는 해당하는 후보의 숫자만큼 표를 갈라 분배하는 경우를 말한다. 즉 2명일 경우에는 2분의 1표씩, 3명일 때는 3분의 1표씩 배분하는 것이다.

## 같이 보기
- 기호식 투표